# 宮城県道139号蒲生福田線
宮城県道139号蒲生福田線（みやぎけんどう139ごう がもうふくだせん）は、宮城県仙台市宮城野区を通る道路。

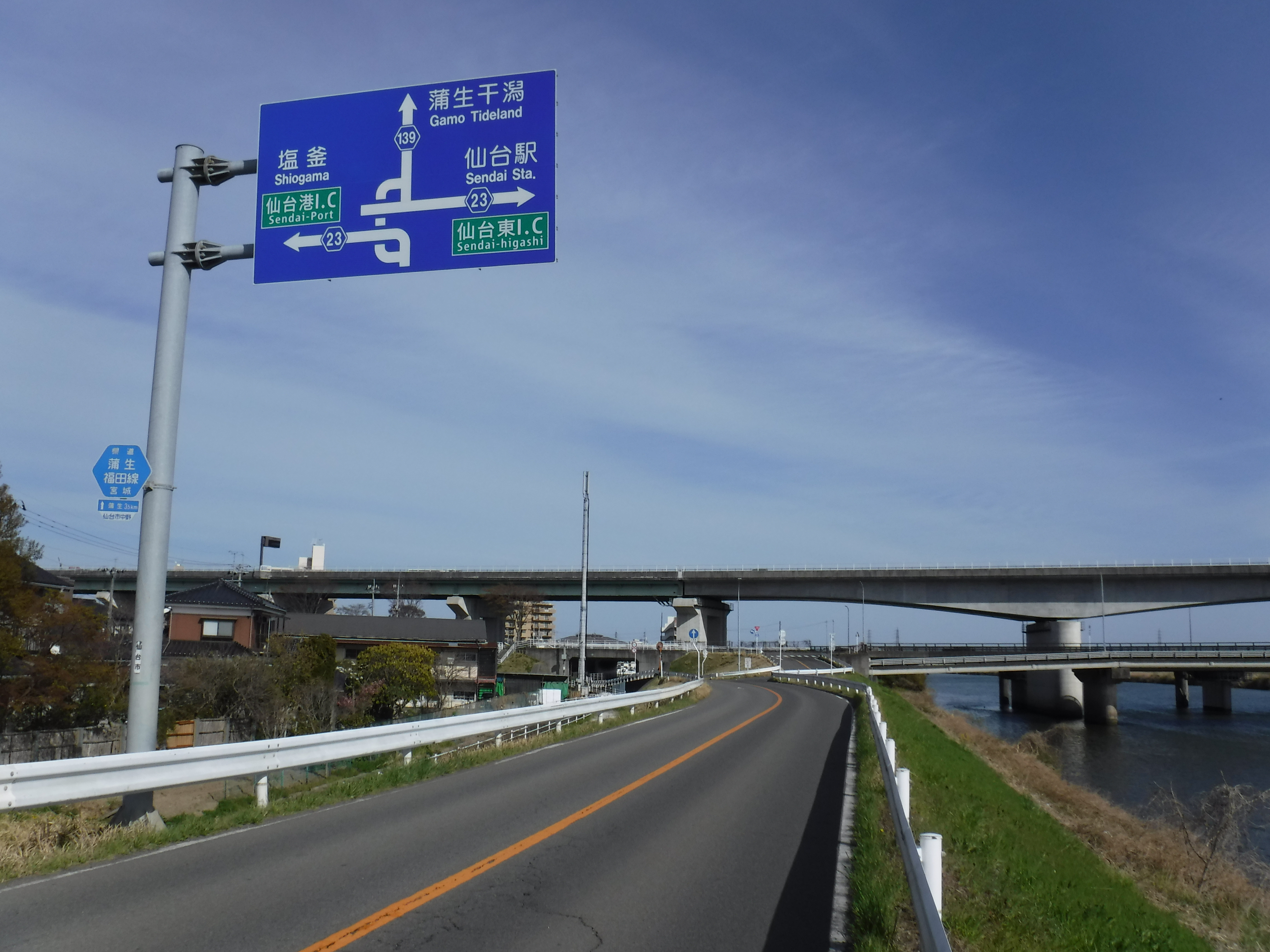
仙台市宮城野区高砂二丁目付近

## 概要

### 路線データ
- 起点：仙台市宮城野区蒲生[1]
- 終点：仙台市宮城野区福田町[1]（福田大橋東詰）[2]
- 総延長：約4.9 km[2]

## 地理

### 通過する自治体
- 宮城県
  - 仙台市宮城野区

### 交差する道路
- 国道45号（仙台市宮城野区）